# Mór Muman
Mór Muman (on retrouve aussi les graphies Mór Mumhan et Mór Mumain), était une princesse irlandaise qui vécut au début du VIIe siècle. Elle épousa successivement deux rois de Munster (en irlandais : Muman), l'un des cinq royaumes d'Irlande, et fut sans doute divinisée après sa mort. 

## Biographie
Mór était la fille d'Áed Bennán mac Crimthainn, qui fut peut-être roi de Muman entre 601 et 618 environ et a minima roi de Iarmuman (la partie occidentale du royaume) et de Damnat, et la sœur de Máel Dúin mac Áedo Bennán, lui aussi roi de Iarmuman (mort vers 661-662), et de Cummíne. On lui connaît également une sœur, Ruithchern. 
Elle épousa tout d’abord Fíngen mac Áedo Duib, de la branche des Eóganacht Chaisil, dont elle eut deux fils, Sechnussach et Máenach mac Fíngin (mort en 661), qui fut lui aussi roi de Muman. 
Son second époux fut Cathal mac Áedo, de la branche des Eóganacht Glendamnach, qui succéda directement à son père en 618 si l'on suit les Annales de Tigernach. 
Mór serait morte à la fin des années 620 ou pendant les années 630, mais la chronologie de cette époque est difficile à établir et les sources se contredisent souvent entre elles : 
|                            | Fíngen   | Cathal   | Mór      |
| -------------------------- | -------- | -------- | -------- |
| Annales des quatre maîtres |          | † v. 620 | † v. 628 |
| Annales d'Ulster           |          |          | † v. 632 |
| Annales de Cotton          |          |          | † v. 632 |
| Chronicon Scotorum         |          | † v. 625 | † v. 633 |
| Annales de Tigernach       | † v. 618 | † v. 627 | † v. 636 |
| Annales d'Inisfallen       | † v. 619 | † v. 628 |          |

## Mór dans la littérature de l'époque
Mór avait une grande réputation en Irlande. Elle apparaît dans plusieurs poèmes ou contes où elle est toujours un modèle, comme ici dans les Dindshenchas (un recueil de poèmes expliquant l'origine des noms de lieu) : 
N'oublie pas le roi avec lequel tu es,
Et n'oublie pas sa femme !
Puissent-ils prendre place dans les cieux dans leur vie future,
Mor et Fingen des Femen. 
La meilleure des femmes d'Inis Fail
est Mor fille d'Aed Bennan. 
Meilleur que n'importe quel héros est Fingen
qui conduit les Femen.
Elle est surtout l'héroïne du conte Mór Muman ocus Aided Cuanach meic Ailchine (Mór Muman et le destin tragique de Cúanu fils de Cailchín), dont les premiers paragraphes relatent sa rencontre avec Fíngen puis son remariage avec Cathal : 
1. Áed Bennáin était le roi d’Ir Lúachair. Il avait douze fils, et trois filles. Il y avait un proverbe « Pas comme Áed Bennáin a laissé ses fils. » Mór Muman était fille d’Áed Bennáin. Une aliénation était sur elle au début (de sa vie). Et elle ne pouvait aller que jusqu’à la porte de la maison. « Malheur à toi, ô Mór » disait une voix dans les airs au-dessus d’elle. Cependant, les rois d’Irlande la désiraient (car sa beauté était grande). Aussi, un jour, comme elle entendait la voix « Malheur à toi, ô Mór », elle répondit « Je préfèrerais que ce malheur me soit donné plutôt que cela me soit toujours promis. » « Préfères-tu que cela soit au début ou à la fin ? » demanda la voix. « Au début », répondit Mór. Elle fut alors frappée de folie frénétique, se glissa au-delà du mur de la maison de son père, et personne ne sut où elle était allée.
2. Elle erra en Irlande durant deux années, au point d’avoir la peau noircie par le soleil et le vent, vêtue de haillons et de peaux de bêtes. Puis Mór vint à Cashel. Fíngen fils d’Áed y était roi. La fille du roi des Déise était sa femme. Mór fut avec son bétail pendant quelque temps. Un jour, Mór quitta le pâturage, entra dans le palais et se jeta à terre près du feu. « Faites sortir cette femme » dit Fingen. « Tu auras ma broche, » dit la reine, « si tu couches avec elle cette nuit. » « Ce n’est pas bien » dit Fíngen. « Bien que ce ne soit pas bien, tu devras le faire. Car je ne dormirai pas avec toi tant que tu n’auras pas dormi avec elle. » « Je dois donc le faire » répondit Fíngen. « Que la broche me soit donnée. » La reine elle-même prépara le lit pour eux. Puis la jeune femme quitta ses haillons et alla à lui dans la chambre. « D’où viens-tu, femme ? » demanda Fíngen. Elle dit son nom, et aussitôt ses sens lui revinrent. « Bien », dit Fíngen. Et il lui offrit son poids en argent. Lorsque le matin fut arrivé, Mór se leva pour retourner avec le bétail. « Non, répondit Fíngen. Je te protègerai contre la reine. » 
La reine se leva à son tour et rit d’eux. « Revêts-la de ce manteau de pourpre », dit Fíngen « et mets la broche de la reine sur le manteau. » « Elle ne sera pas mon égale en dignité », s'indigna la reine. « Cela est juste », répondit Fíngen. « À l’homme que tu as vendu, tu ne saurais rester mariée. Elle restera, car elle est de meilleure race que toi. » C’est avec elle, avec Mór de Muman, que toute femme noble d’Irlande fut désormais comparée.
3. Elle fut avec Fíngen jusqu’à ce qu’elle lui donnât un fils, Sechnasach, fils de Fíngen.
Fíngen mourut après cela. Elle alla vers Cathal, fils de Finnguine, roi de Glendomuin. Le royaume de Muman avait été à Cashel un temps, à Glendomuin un temps, à Aine un autre temps. Tous ceux-ci sont des Eoghanacht. Ainsi elle alla vers Cathal en Glendomuin.
L'histoire raconte que Mór donna ensuite sa sœur Ruithchern à Lonán, fils de Findech, un fidèle de Cathal. À la suite d'un affront que lui fit subir Cathal, Lonán quitta Cashel et voulut se rendre chez les frères de Mór. En chemin, Cúanu, fils de Cailchín de Liathmuine, les attaqua et prit la femme de Lonán. Lonán fut blessé mais réussit à s’échapper. Ce fut l'origine d'une longue guerre entre les deux clans des Eóganacht Glendamnach et des Eóganacht Locha Léin, dont Mór était originaire, au terme de laquelle les fils d'Áed Bennáin vainquirent les fils de Cathal tandis que Cúanu était tué par Lonán.

## Mór dans la mythologie irlandaise
Mór Muman serait devenue une déesse évhémère (un personnage réel divinisé après sa mort) du royaume de Muman attachée particulièrement à la famille des Eóganachta. Son nom ne signifierait cependant pas la Grande Mère, comme on l'a longtemps suggéré, mais plutôt la Grande Nourricière. En effet, Mumain n'est pas lié au mot Muman, Mère, mais bien à Mumu, devenu plus tard Mumhain, et qui signifie Nourricier. 
Mór Muman est ainsi clairement une déesse-terre. Le premier élément de son nom, Mór, était d'ailleurs utilisé pour caractériser la déesse-terre, comme pour Morrigan à laquelle elle est associée. De plus, le conte Mór Muman Ocus Aided Cuanach Meic Ailchine (cf. ci-dessus) la décrit comme épousant plusieurs rois de Muman, ce qui est une caractéristique supplémentaire des déesses-terre. De la même façon, le Sanas Cormaic (le Glossaire de Cormac)], datant du IXe siècle, explique que la déesse-terre Ana (ou Anu), dont le nom est devenu ensuite une forme familière de Danu, est la mère des dieux d'Irlande et celle qui les nourrit. Et tout comme Mór Muman était liée au royaume de Muman, Danu était liée aux Tuatha Dé Danann (Tribu de la déesse Danu) qui portaient également son nom.

### Sources
- (en) Anonyme, Annales d'Ulster en ligne, CELT (Corpus of Electronic Texts, University College Cork.
- (en) Anonyme, Annales de Tigernach en ligne, CELT (Corpus of Electronic Texts, University College Cork.
- (en) Anonyme, Annales d’Inisfallen en ligne, CELT (Corpus of Electronic Texts, University College Cork.
- (en) Anonyme, Annales des quatre maîtres en ligne, CELT (Corpus of Electronic Texts, University College Cork.
- (en) Anonyme, Chronicon Scotorum en ligne, CELT (Corpus of Electronic Texts, University College Cork.
- (en) Anonyme, Annales de Cotton en ligne, CELT (Corpus of Electronic Texts, University College Cork.
- (en) Thomas Patrick O'Nolan (éditeur), Mór of Munster and the tragic fate of Cuanu son of Cailchin, Proceedings of the Royal Irish Academy n° 30, section C, Dublin (1912–13). Disponible en ligne, texte original et traduction.
- (en)  Noémie Beck, Goddesses in Celtic Religion — Cult and Mythology: A Comparative Study of Ancient Ireland, Britain and Gaul, Université Lumière Lyon 2 / University College of Dublin. Thèse disponible en ligne.
- (en) Nike Stam, Aided Chúanach mac Cailchíne - Aggressive Tribes and Agressive Trees: a Critical Edition, Université d’Utrecht (2010). Thèse disponible en ligne.